# Горелик, Алла Моисеевна
Алла Моисеевна Горелик — кандидат физико-математических наук, автор ряда книг по программированию на Фортране. Член Международной рабочей группы экспертов по Фортрану (ISO/IEC JTC1/SC22/WG5), в течение ряда лет руководила аналогичной рабочей группой в СССР. Старший научный сотрудник Института прикладной математики РАН.
Окончила Московский областной педагогический институт (физико-математический факультет). С 1965 года работает в ИПМ РАН. Преподавала в МГУ и МОПИ. Автор более 90 научных работ.

## Книги
- Горелик А. М. «Программирование на современном Фортране». — М.: Финансы и статистика , 2006. ISBN 5-279-03066-X
- «Фортран 90. Международный стандарт» Перевод с англ. Дробышевич С. Г., редактор перевода Горелик А. М. — М.: Финансы и статистика, 1998.
- Горелик А. М., Ушкова В. Л. «Фортран сегодня и завтра» — М.: Наука, 1990. ISBN 5-02-006799-7
- Горелик А. М., Ушкова В. Л., Шура-Бура М. Р. «Мобильность программ на Фортране» — М.: Финансы и статистика, 1984.
- «Программирование на языке Фортран» / Ю. А. Бухштаб, А. М. Горелик, Е. А. Ермаков, А. В. Маклаков.  Ред. Любимский Э. З.) — М.: МО СССР, 1972.